# Карл Александр Саксен-Веймар-Эйзенахский
Карл Александр Август Иоганн Саксен-Веймар-Эйзенахский (нем. Karl Alexander August Johann von Sachsen-Weimar-Eisenach; 24 июня 1818, Веймар — 5 января 1901, Веймар) — великий герцог Саксен-Веймар-Эйзенахский с 8 июля 1853 года.

## Биография
Четвёртый ребёнок в семье и единственный выживший сын великого герцога Карла-Фридриха и великой княжны Марии Павловны, дочери императора Павла I, родился 24 июня 1818 года.
Получил прекрасное образование, слушал лекции в Йенском и Лейпцигском университетах, прекрасно говорил на французском языке, выучил русский язык. Мать, которая любила русский язык и хорошо знала русскую поэзию, воспитала Карла Александра так, что про него говорили: трудно сказать, где в нём кончается немец и где начинается русский. Карл Александр неоднократно посещал Петербург. Всю свою жизнь Карл Александр очень дорожил связями с Романовыми, считал себя полурусским. В 1896 году присутствовал на коронации императора Николая II. Посещал Третьяковскую галерею, чтобы познакомиться с творчеством русских художников.
С 1838 года служил в прусской армии.
Унаследовав престол после смерти отца, Карл оставался строго конституционным государем и свою внутреннюю политику основывал на введении реформ, соотносящихся с требованиями времени. Во внешних отношениях придерживался национального принципа. Уважение и любовь, им приобретённые, особенно ярко проявились при праздновании пятидесятилетия Веймарской конституции (1866). Ему обязан своим восстановлением Вартбург.
В 1886 году великим герцогом был основан музей Гёте в Веймаре, которого он, как и мать, очень чтил. В день своего восьмидесятилетия 12 июня 1898 года Карл Александр получил в подарок книгу «Гёте и Мария Павловна», в которой рассказывалось о дружбе Гёте и Марии Павловны, о её заслугах в деле возвышения Веймара. Там же были напечатаны и стихи Гёте, посвящённые его матери, и отзывы о ней современников.
Умер 5 января 1901 года.

## Брак и дети
С 1842 года был женат на своей кузине принцессе Вильгельмине Марии Софии Луизе Нидерландской (1824—1897), дочери нидерландского короля Виллема II и великой княгини Анны Павловны. Их дети:
- Карл Август Вильгельм Николас Александр Михаил Бернгард Генрих Фридрих Стефан (1844—1894), с 1873 года супруг принцессы Паулины Иды Марии Саксен-Веймар-Эйзенахской (1852—1904);
- Мария Анна Александрина София Августа Елена (1849—1922), с 1876 года супруга принца Генриха VII Рейсс-Кестрицского (1825—1906); в браке родились трое принцев и две принцессы.
- Мария Анна София Елизавета Ида Бернгардина Августа Елена (1851—1859);
- Елизавета Сибилла Мария Доротея Луиза Анна Амалия (1854—1908), с 1886 года в браке с герцогом Иоганном Альбрехтом Мекленбург-Шверинским (1857—1920). Брак был бездетным.

## Награды
- 11 сентября 1818 года был награждён орденом Св. Андрея Первозванного[4]. Награждён орденом Св. Георгия 4-й степени (29 августа 1870).
- Также награждён другими наградами, среди которых Орден Золотого руна, Орден Слона, Орден Башни и Меча и Высший орден Святого Благовещения.

## Воинские звания
- 05.03.1813 — второй лейтенант
- 17.04.1819 — первый лейтенант
- 14.04.1829 — ротмистр
- 28.04.1839 — майор
- 26.04.1841 — полковник (минуя чин подполковника)
- 11.08.1842 — прусский генерал-майор
- 08.05.1849 — прусский генерал-лейтенант
- 12.07.1855 — прусский генерал кавалерии
- 02.10.1857 — саксонский генерал кавалерии
- 16.03.1884 — русский генерал от кавалерии
- 20.12.1889 — прусский генерал-полковник со званием генерал-фельдмаршала
- 21.12.1889 — саксонский генерал-полковник со званием генерал-фельдмаршала